# Idalus dorsalis
Idalus dorsalis är en fjärilsart som beskrevs av Adalbert Seitz 1921. Idalus dorsalis ingår i släktet Idalus och familjen björnspinnare. Inga underarter finns listade i Catalogue of Life.